# گیاه‌پارچ وایلاردی
گیاه‌پارچ وایلاردی (نام علمی: Nepenthes vieillardii)، یک گونه از سرده گیاه‌پارچ‌ها در کالدونیای جدید و تاهیتی می‌باشد. پراکنش آن شرقی‌ترین گونه از گونه‌های گیاه‌پارچ‌ها است. زیستگاه طبیعی آن بوته‌ها یا جنگل‌ها تا ارتفاع ۹۰۰ متری است. پشه‌های (Tripteroides caledonicus) در پارچ‌های این گونه تولیدمثل می‌کنند.
نام گیاه از ایگوئین وایلاردی (Eugène Vieillard)، گردآورنده گیاهان از کالدونیای جدید و تاهیتی بین سال‌های ۱۸۶۱ و ۱۸۶۷ گرفته شده است.

## جوره‌های گونه
گیاه‌پارچ وایلاردی جوره دیپلانچی (۱۹۰۶)
گیاه‌پارچ وایلاردی جوره هامیلیس (۱۹۶۴)
گیاه‌پارچ وایلاردی جوره مینیما (۱۹۵۳)
گیاه‌پارچ وایلاردی جوره مونتروزیری (۱۹۰۸)